# Јована Ковачевић
Јована Скробић  (Београд, 9. април 1996) српска је рукометашица која игра на позицији левог бека. Тренутно наступа за српски рукометни клуб Црвена звезда.  и репрезентацију Србије.